# KennedyEgbus Mikuni
KennedyEgbus Mikuni (三國 ケネディエブス Mikuni KennedyEgbus?, 23 de junio de 2000) es un futbolista japonés que juega como defensa en el Nagoya Grampus.

## Trayectoria
En 2019 se unió al Avispa Fukuoka de la J1 League.

## Clubes
| Club                   | País  | Año       |
| ---------------------- | ----- | --------- |
| Avispa Fukuoka         | Japón | 2019-2023 |
| Tochigi S. C. (cedido) | Japón | 2021-2022 |
| Nagoya Grampus         | Japón | 2024-     |

## Palmarés

### Títulos nacionales
| Título         | Club           | País  | Año  |
| -------------- | -------------- | ----- | ---- |
| Copa J. League | Avispa Fukuoka | Japón | 2023 |
| Copa J. League | Nagoya Grampus | Japón | 2024 |